# Trausdorf an der Wulka
Trausdorf an der Wulka (ungerska: Darázsfalu, kroatiska: Trajštof)  är en ort och kommun i Österrike. Den ligger i distriktet Eisenstadt-Umgebung i förbundslandet Burgenland, i den östra delen av landet, 50 km söder om huvudstaden Wien. Antalet invånare år 2023 är 2 139.